# Санта Никола (Месина)
Санта Никола је насеље у Италији у округу Месина, региону Сицилија.
Према процени из 2011. у насељу је живело 30 становника. Насеље се налази на надморској висини од 496 м.